# Rozmawiające kobiety
Rozmawiające kobiety (hiszp. Mujeres conversando) – obraz olejny hiszpańskiego malarza Francisca Goi (1746–1828) znajdujący się wzbiorach Wadsworth Atheneum w Hartford.

## Okoliczności powstania
Możliwe, że ten obraz jest jednym z trzech dzieł namalowanych przez Goyę dla przyjaciela, kupca Sebastiána Martíneza. W 1792 roku Goya spędził w jego domu w Kadyksie niemal pół roku, kiedy podróżując do Andaluzji poważnie zachorował. Namalował wówczas jego portret i inne obrazy. Podłużny kształt, rozmiary oraz obniżony punkt widzenia wskazują na to, że był to rodzaj obrazu przeznaczonego do powieszenia na znacznej wysokości: nad drzwiami wejścia do pokoju, w nadprożu lub nad półką kominka. Według informacji zawartych w Viaje de España a Francia e Italia Nicolása de la Cruz Bahamonde hrabiego de Maule, w kolekcji Martíneza znajdowały się trzy obrazy o tym specyficznym formacie. Prawdopodobnie były to: Rozmawiające kobiety i Śpiąca kobieta, a trzecim obrazem, którego tytułu nie wymienia, mógł być Sen.
Obraz przypomina projekty do tapiserii z siódmej, ostatniej serii namalowanej przez Goyę w latach 1791–1792 dla Królewskiej Manufaktury Tapiserii Santa Bárbara. Nie mając pewności co do pochodzenia tego dzieła trudno stwierdzić, czy powstał jako projekt dla tkaczy, czy jako obraz do powieszenia na wysokości. 

## Opis obrazu
Obraz przedstawia dwie rozmawiające kobiety, leżące naprzeciw siebie an świeżym powietrzu. Mają na sobie eleganckie ubrania, które wskazują na to, że nie są to chłopki, ale młode kobiety z miasta – tzw. majas. Kobieta, ubrana w czerwoną suknię i odwrócona twarzą do widza wydaje się zaskoczona i zaciekawiona treścią rozmowy.
Goya stosuje lekkie i szybkie pociągnięcia pędzla, które przypominają styl Velázqueza. Zręcznie oddaje jakość tkanin i ich fałd, zwłaszcza na różowej spódnicy kobiety z pierwszego planu i białych rękawach jej bluzki. Możliwe, że jednym ze źródeł inspiracji dla tego obrazu była Wenus z lustrem  Velázqueza, którą Goya widział w kolekcji książąt Alba. Postacie znajdują się naprzeciwko siebie tak, jakby twarz jednej z nich była lustrzanym odbiciem drugiej. Podobnie leżąca postać, której twarzy nie widzimy, pojawia się także na fresku Matka Boska Królowa Męczenników z 1780 roku, na obrazie Lot i jego córki z ok. 1780–1790 i późniejszym Jaskinia Cyganów z ok. 1808–1810 roku.

## Proweniencja
Obraz mógł należeć do Sebastiána Martíneza w Kadyksie. Pierwszą udokumentowaną właścicielką była markiza de Bermejillo del Rey w Madrycie, a następnie obraz należał do kolekcji Kurt M. Sterna. Był własnością wicehrabiego de Heudencourt w Paryżu, a następnie do marszandów Durlacher Bros. w Nowym Jorku. W 1929 został przekazany przez The Ella Gallup Summer and Mary Catlin Summer Collection Fund do Wadsworth Atheneum. 